# Fabian Shahaj
Fabian Shahaj (Den Haag, 16 juni 2002) is een Albanees-Nederlands voetballer die als aanvaller voor ADO Den Haag speelt.

## Carrière
Fabian Shahaj speelde in de jeugd van Forum Sport, RKVV Westlandia en ADO Den Haag, waar hij in februari 2021 zijn eerste contract tekende. Hij debuteerde in het eerste elftal van ADO op 6 mei 2022, in de met 3-0 verloren uitwedstrijd tegen FC Emmen. Hij begon in de basisopstelling en werd in de rust vervangen door Rafael Struick.

### Statistieken
| Seizoen                       | Club           | Land           | Competitie     | Competitie | Competitie | Beker | Beker | Totaal | Totaal |
| Seizoen                       | Club           | Land           | Competitie     | Wed.       | Dlp.       | Wed.  | Dlp.  | Wed.   | Dlp.   |
| ----------------------------- | -------------- | -------------- | -------------- | ---------- | ---------- | ----- | ----- | ------ | ------ |
| 2021/22                       | ADO Den Haag   | Nederland      | Eerste divisie | 1          | 0          | 0     | 0     | 1      | 0      |
| 2022/23                       | ADO Den Haag   | Nederland      | Eerste divisie | 0          | 0          | 0     | 0     | 0      | 0      |
| Carrièretotaal                | Carrièretotaal | Carrièretotaal | Carrièretotaal | 1          | 0          | 0     | 0     | 1      | 0      |
| Bijgewerkt op 10 januari 2023 |                |                |                |            |            |       |       |        |        |